# Bremerhavener TV 1905
Der Bremerhavener Tennisverein 05 e. V., kurz BTV05, ist ein reiner Tennisverein in Bremerhaven. Auf zehn Frei- und vier Hallenplätzen tragen die Herrenmannschaft in der Tennis-Bundesliga sowie die weiteren Mannschaften des Vereins ihre Heimspiele aus.

## Geschichte
Der Bremerhavener TV05 wurde 1905 von Oberlehrer Schübeler als Geestemünder Tennisverein am 20. April im Hotel Hannover gegründet. 1925 verpachtete der Geestemünder Waldverein ein Gelände an den Tennisverein, auf dem sechs Tennisplätze erstellt wurden. Nach der Erweiterung der Anlage im Jahr 1926 stieg die Mitgliederzahl bis zum Jahr 1929 auf 526 Mitglieder an.
Nach seiner Neugründung im Jahr 1946 wurde der Verein 1947 in Bremerhavener Tennisverein von 1905 e. V. umbenannt. Nach Auflösung des Geestemünder Waldvereins (1950), der bis dahin noch Verpächter war, ging das Eigentum an die Stadt Bremerhaven über. Nach dem Neubau des Clubhauses (1955) zählte der Verein 1967 wieder 403 Mitglieder.
1970 entstand eine erste Tennishalle mit zwei Plätzen, im Jahr 1976 wurde direkt an die erste eine weitere Halle mit zwei Plätzen angebaut. 1982 verfügte der Verein über 600 Mitglieder.

## Sportliche Erfolge
1993 stieg die erste Herrenmannschaft in die Regionalliga Nord auf. Im selben Jahr wurde der BTV-Pool als Sponsorenpool gegründet, der 1999 in den Förderverein BTV-Pool e. V. umgewandelt wurde. Im Jahr 2000 spielte die erste Herrenmannschaft in der neu gegründeten 2. Tennis-Bundesliga. 2008 gelang dann erstmals der Aufstieg in die 1. Bundesliga. Nach dem Abstieg 2009 spielten die Seelöwen drei Jahre lang in der 2. Liga, bevor sie durch den erneuten Aufstieg 2013 in die oberste deutsche Spielklasse zurückkehrten. Sportlich wurde der Klassenerhalt 2013 durch eine 1:5-Heimniederlage im letzten Spiel verpasst, ein 3:3-Unentschieden hätte zum Verbleib gereicht. Die Spitzenspieler Thiemo de Bakker und Federico Delbonis trugen mit je zwei Einzelsiegen zum Mannschaftserfolg bei. Der Argentinier Delbonis überraschte in dieser Zeit, als damaliger 114. der Weltrangliste, durch seinen Finaleinzug beim ATP Turnier in Hamburg 2013. Im Halbfinale konnte er Roger Federer besiegen. Durch den finanziellen Rückzug von Wacker Burghausen spielte Bremerhaven im Jahr 2014 erneut in der Ersten Bundesliga. In der dritten Spielzeit des Vereins in der Ersten Bundesliga gab es nur einen Saisonsieg. Am vorletzten Spieltag verlor Bremerhaven gegen den bisherigen Tabellenletzten TV Reutlingen auswärts mit 2:4, trotz des Einsatzes von drei ihrer besten Spieler. Paolo Lorenzi, Diego Schwartzman, sowie Damir Džumhur konnten den Abstieg nicht verhindern.